# Scopula nigricans
Scopula nigricans là một loài bướm đêm trong họ Geometridae.